# ARA Flugrettung

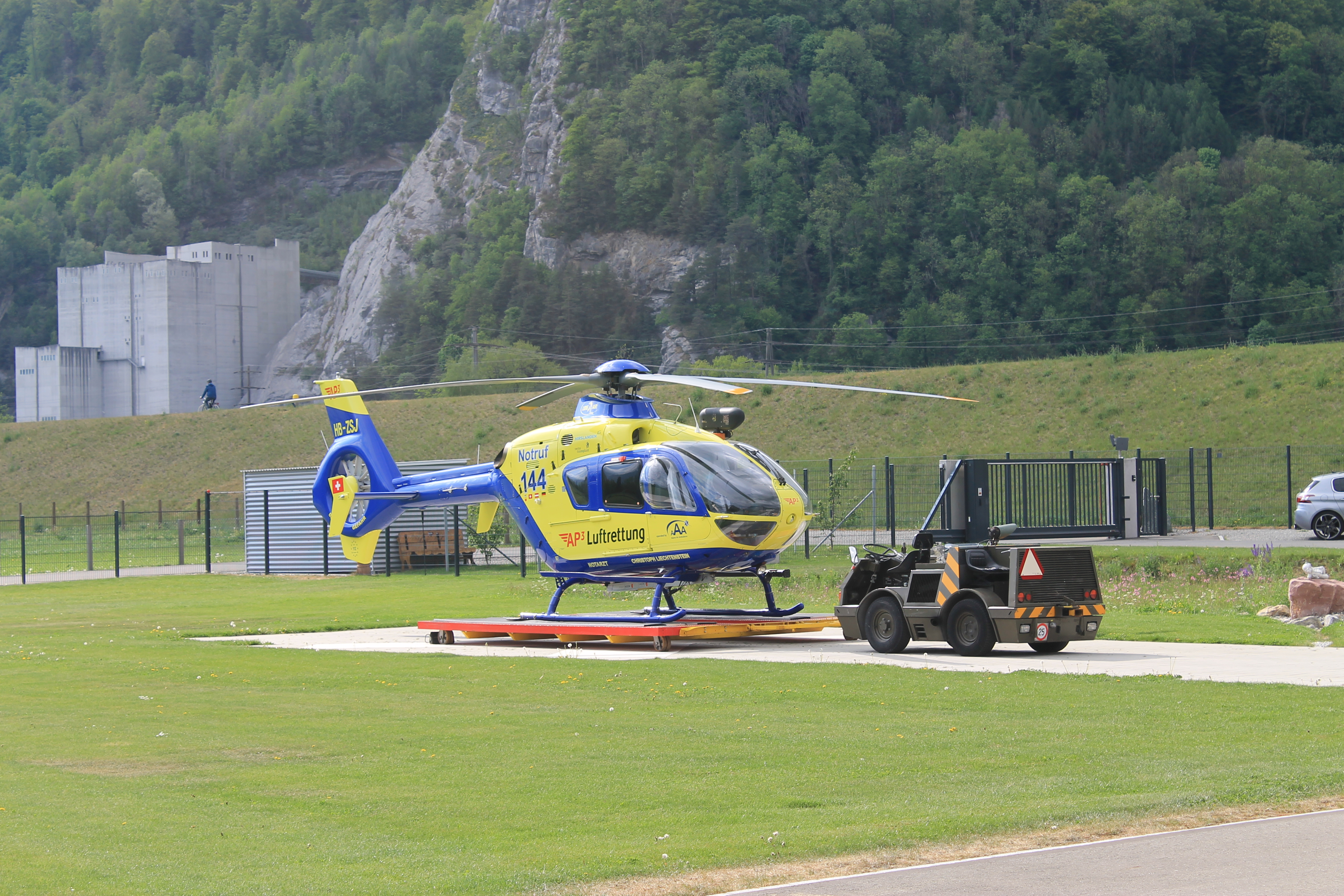
Die ARA Flugrettung ist an der AP³ Luftrettung beteiligt, dem Betreiber von Christoph Liechtenstein

Die ARA Flugrettung gemeinnützige GmbH mit Sitz in Klagenfurt am Wörthersee im Bundesland Kärnten ist Teil des österreichischen Rettungsdienstes auf dem Gebiet der Luftrettung. Sie ist eine Tochtergesellschaft der DRF Luftrettung. ARA steht für „Air Rescue Austria“.

## Geschichte
Die ARA Flugrettung wurde 2001 vom Österreichischen Roten Kreuz Landesverband Kärnten und der DRF Luftrettung gegründet. Der Standort Fresach mit dem  BOS-Funkrufzeichen „RK-1“ wurde 2001 eröffnet. 2002 folgte der Standort in Reutte. Der Hubschrauber verwendet das Funkrufzeichen „RK-2“. 2004 folgte die Gründung eines dritten Standortes in Ramsau am Dachstein, der jedoch schon nach kurzer Zeit wieder aufgegeben wurde. 2017 wurden die Hubschrauber zu 1.800 Einsätzen gerufen. Eine Zusammenarbeit besteht seit 2018 mit dem ARBÖ. Jahr 2019 wurden die Hubschrauber zu 1.968 Einsätzen gerufen. 2020 sanken die Einsatzzahlen aufgrund der COVID-19-Pandemie erheblich, da die Skigebiete geschlossen wurden.

## Aktivitäten
Die ARA Flugrettung betreibt ganzjährige Rettungshubschrauberstationen in Reutte (Tirol) und Fresach (Kärnten). Im Gegensatz zu anderen NAH-Betreibern in Österreich sind die Hubschrauber der Typen Airbus Helicopters H145 (D-2) und Airbus Helicopters H145 (D-3) mit Rettungswinden ausgestattet. Sonst ist in Österreich ein Fixseil üblich. Die Hubschrauber werden deshalb primär zur Bergrettung eingesetzt. Bei jedem siebten Einsatz kommt die Rettungswinde zum Einsatz. Die Besatzung eines Hubschraubers besteht aus vier Personen – üblich sind in Österreich drei. Zur Besatzung gehören neben dem Piloten, dem Notarzt und dem Flugretter auch ein HEMS-TC (Winch Operator).
Ursprünglich wurden die Hubschrauber von 8.00 Uhr morgens bis Sonnenuntergang eingesetzt. Durch die modernen Hubschrauber und Nachtsichtgeräte sind erweiterte Betriebszeiten möglich. So sind die Stationen seit 2019 bis 22.30 Uhr besetzt. Die ARA Flugrettung ist an der „AP³ Luftrettung GmbH“ beteiligt, einer länderübergreifenden Luftrettungsorganisation.

## Standorte der Rettungshubschrauber
| Standort               | Bundesland | Funkrufname | Betreiber             | ICAO-Code | Lage                | Internet   | Bemerkung                |
| ---------------------- | ---------- | ----------- | --------------------- | --------- | ------------------- | ---------- | ------------------------ |
| Fresach                | Kärnten    | RK-1        | ARA (DRF Luftrettung) | LOMR      | 46.741167 13.664694 | Datenblatt | ganzjährig               |
| Ehenbichl (bei Reutte) | Tirol      | RK-2        | ARA (DRF Luftrettung) | LOIR      | 47.471511 10.690694 | Datenblatt | ganzjährig               |
| Naßfeld                | Kärnten    | ARA-3       | ARA (DRF Luftrettung) | LOMN      | 46.569055 13.274001 | Datenblatt | nur in den Wintermonaten |

## Trivia
Im Gegensatz zu den Hubschraubern der DRF Luftrettung fliegen die Hubschrauber der ARA Flugrettung unter dem Zeichen des Roten Kreuzes. Sonst sind die Hubschrauber ähnlich wie die deutschen Hubschrauber lackiert. Auch das Logo der ARA Flugrettung ähnelt dem der DRF Luftrettung. Oftmals werden Hubschrauber zwischen den beiden Organisationen ausgetauscht.
Am 29. November 2010 wurde die Besatzung des Hubschraubers „RK-1“ mit der „Goldenen Medaille am Roten Bande für Verdienste um die Republik Österreich“ ausgezeichnet. Pilot Friedrich Stern, Flugretter Siegfried Taferner, Notarzt Dr. Helge Bachner, Windenoperator und Notfallsanitäter Franz Fantic retteten einen schwer verletzten Holzarbeiter. Der Mann war unter einem Baumstamm eingeklemmt. Die Bedingungen waren schlecht. Es dämmerte bereits und die Windverhältnisse sprachen gegen einen Windeneinsatz. Auch war das Gelände sehr steil.